# Félix Savón
Félix Savón est un boxeur cubain né le 22 septembre 1967 à San Vicente dans la province de Guantanamo. Comme son compatriote Teófilo Stevenson le fit entre 1972 et 1980, il remporte trois fois consécutivement la médaille d'or aux Jeux olympiques dans la catégorie poids lourds en 1992, 1996 et 2000 mais également 6 titres mondiaux consécutifs entre 1986 et 1997.

## Biographie

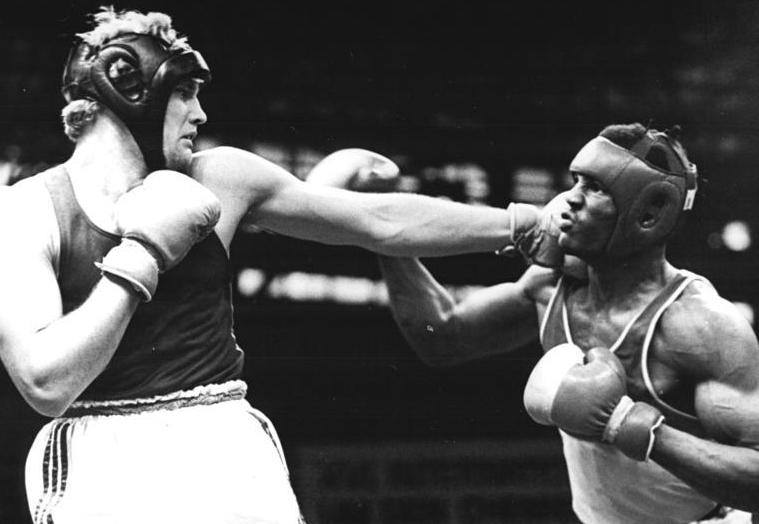
Savón face à Maik Heydeck (28 mars 1987)

Felix Savón décroche son premier titre mondial sénior en 1986 à l'âge de 19 ans après avoir gagné le titre mondial junior l'année précédente.
Privé de Jeux olympiques en 1988 pour cause de boycott cubain, il a précédemment battu le futur champion olympique américain Ray Mercer avant son départ pour Séoul.
Au cours de sa carrière amateur, il aura battu des boxeurs renommés tels que David Tua, Lamon Brewster, Alexei Lezin, Shannon Briggs, Gorgi Kandelak, Sebastian Köber, Andrzej Gołota, Roberto Balado (trois fois), David Izon, Arnold Vanderleyde, Kirk Johnson et Michael Bennett.
Ruslan Chagaev le bat à Plovdiv mais perd en 1999 à Houston (1-9).
Il a battu Odlanier Solis, champion olympique cubain à Athènes, une fois mais a perdu contre lui deux fois (1999, 2000).
Défenseur du sport amateur, il rejette en 1996 les 10 millions de dollars que lui proposait l'homme d'affaires Don King pour affronter Mike Tyson : « Que représentent 10 millions de dollars comparés aux onze millions de Cubains qui me soutiennent ? », répond-il à King. « Je ne veux pas être professionnel et me faire beaucoup d’argent. (…) Mon diplôme d’éducateur physique me suffit. (…) Les boxeurs professionnels sont exploités. »
Il est entraîneur depuis 2001.

## Parcours auxJeux olympiques
Jeux olympiques d'été de 1992 à Barcelone (poids lourds) :
- Bat Krzysztof Rojek (Pologne) par abandon au 2e round
- Bat Bert Teuchert (Allemagne) 11-2
- Bat Danell Nicholson (États-Unis) 13-11
- Bat Arnold Vanderlyde (Pays-Bas) 23-3
- Bat David Izonritei (Nigeria) 14-1

 Jeux olympiques d'été de 1996 à Atlanta (poids lourds) :
- Bat Andrei Kurnyavka (Kyrgyzstan) 9-3
- Bat Kwamena Turkson (Suède) par abandon au 1er round
- Bat Georgi Kandelaki (Georgie) 20-4
- Bat Luan Krasniqi (Allemagne) par forfait
- Bat David Defiagbon (Canada) 20-2

 Jeux olympiques d'été de 2000 à Sydney (poids lourds) :
- Bat Ojemaye Rasmus (Nigeria) 18-3
- Bat Michael Bennett (États-Unis) 23-8
- Bat Sebastian Köber (Allemagne) 19-8
- Bat Sultan Ibragimov (Russie) 21-13

## Parcours enchampionnats du monde
Championnats du monde de boxe amateur 1986 à Reno (poids lourds)
 Championnats du monde de boxe amateur 1989 à Moscou (poids lourds)
 Championnats du monde de boxe amateur 1991 à Sydney (poids lourds)
 Championnats du monde de boxe amateur 1993 à Tampere (poids lourds)
 Championnats du monde de boxe amateur 1995 à Berlin (poids lourds)
 Championnats du monde de boxe amateur 1997 à Budapest (poids lourds)

## Parcours enJeux panaméricains
Boxe aux Jeux panaméricains de 1987 à Indianapolis (poids lourds)
 Boxe aux Jeux panaméricains de 1991 à La Havane (poids lourds)
 Boxe aux Jeux panaméricains de 1995 à Mar del Plata (poids lourds) 